# دهه ۱۳۰۰ (پیش از میلاد)
دهه ۱۳۰۰ (پیش از میلاد) صد و سیمین دهه قبل از مبدا شروع تقویم میلادی است.

## مناسبت‌ها
رویدادها